# Amsterdamse Kininefabriek
De Amsterdamse Kininefabriek begon als N.V. Amsterdamsche Chininefabriek (bekend onder de afkorting ACF) in 1882 in aan de De Wittenkade in Amsterdam-West door Johann Sieger (1856-1942).
Oorspronkelijk verwerkte het bedrijf de van het eiland Java afkomstige bast van de kinaboom tot kinine-extract. Later ging het bedrijf ook andere geneesmiddelen produceren en in 1917 ontwikkelde zich ook een groothandelspoot.
In 1967 fuseerde de Amsterdamse Kininefabriek met de Nederlandsche Kininefabriek in Maarssen en de Bandoengse Kininefabriek Holland tot Amsterdam Chemie Farmacie.